# Promozione Piemonte-Valle d'Aosta 1971-1972
Nella stagione 1971-1972 la Promozione era il quinto livello del calcio italiano (il massimo livello regionale). Qui vi sono le statistiche relative al campionato in Piemonte e in Valle d'Aosta gestito dal Comitato Regionale Piemontese.
Il campionato è strutturato in vari gironi all'italiana su base regionale, gestiti dai Comitati Regionali di competenza. Promozioni alla categoria superiore e retrocessioni in quella inferiore non erano sempre omogenee; erano quantificate all'inizio del campionato dal Comitato Regionale secondo le direttive stabilite dalla Lega Nazionale Dilettanti, ma flessibili, in relazione al numero delle società retrocesse dalla Serie D e perciò, a seconda delle varie situazioni regionali, la fine del campionato poteva avere degli spareggi sia di promozione che di retrocessione.

## Girone A

### Squadre partecipanti
| Squadra                         | Città (provincia)             |
| ------------------------------- | ----------------------------- |
| U.S. Aosta                      | Aosta                         |
| U.S. Balangero Parmalat         | Balangero (TO)                |
| U.S. Castellamonte              | Castellamonte (TO)            |
| A.C. Castellettese              | Castelletto sopra Ticino (NO) |
| C.S. Ciriè                      | Cirié (TO)                    |
| G.S. Ex Alunni Istituto Sociale | Torino (TO)                   |
| A.C. Gozzano                    | Gozzano (NO)                  |
| U.S.I. Grignasco                | Grignasco (NO)                |
| U.R.S. La Chivasso              | Chivasso (TO)                 |
| Oleggio Sportiva                | Oleggio (NO)                  |
| G.S. Pertusa                    | Torino (TO)                   |
| U.S. Ponzone                    | Trivero (VC)                  |
| U.S. Robur                      | Aosta                         |
| Stresa Sportiva                 | Stresa (NO)                   |
| U.S. Vallorco                   | Cuorgnè (TO)                  |
| A.S. Virtus Villadossola        | Villadossola (NO)             |

### Classifica finale
|  | Pos. | Squadra                    | Pt  | G   | V   | N   | P   | GF  | GS  | DR  |
|  | ---- | -------------------------- | --- | --- | --- | --- | --- | --- | --- | --- |
|  | 1.   | Ex Alunni Istituto Sociale | 47  | 30  | 18  | 11  | 1   | 57  | 28  | +29 |
|  | 2.   | Ciriè                      | 41  | 30  | 17  | 7   | 6   | 56  | 26  | +30 |
|  | 3.   | Virtus Villadossola        | 37  | 30  | 13  | 11  | 6   | 34  | 19  | +15 |
|  | 3.   | Aosta                      | 37  | 30  | 15  | 7   | 8   | 41  | 30  | +11 |
|  | 5.   | Gozzano                    | 35  | 30  | 12  | 11  | 7   | 35  | 32  | +5  |
|  | 6.   | Pertusa                    | 33  | 30  | 12  | 9   | 9   | 35  | 35  | 0   |
|  | 7.   | Balangero Parmalat         | 32  | 30  | 11  | 10  | 9   | 32  | 32  | 0   |
|  | 8.   | Castellettese              | 30  | 30  | 9   | 12  | 9   | 42  | 39  | +3  |
|  | 9.   | Stresa                     | 28  | 30  | 10  | 8   | 12  | 42  | 42  | 0   |
|  | 9.   | Castellamonte (-1)         | 28  | 30  | 9   | 11  | 10  | 35  | 35  | 0   |
|  | 11.  | Ponzone                    | 27  | 30  | 8   | 11  | 11  | 37  | 35  | +2  |
|  | 12.  | Oleggio                    | 26  | 30  | 8   | 10  | 12  | 36  | 36  | 0   |
|  | 13.  | Grignasco                  | 24  | 30  | 8   | 8   | 14  | 36  | 55  | -19 |
|  | 14.  | Vallorco                   | 23  | 30  | 5   | 13  | 12  | 25  | 42  | -17 |
|  | 15.  | La Chivasso                | 19  | 30  | 5   | 9   | 16  | 29  | 47  | -18 |
|  | 16.  | Robur Aosta                | 12  | 30  | 2   | 8   | 20  | 27  | 68  | -41 |
|  |      |                            | 479 | 480 | 162 | 156 | 162 | 601 | 601 | 0   |

Legenda:
      Promosso in Serie D 1972-1973.
  Retrocesso e in seguito riammesso.
      Retrocesso in Prima Categoria.
Regolamento:
Due punti a vittoria, uno a pareggio, zero a sconfitta.
Pari merito in caso di pari punti.
Note:
Castellamonte ha scontato 1 punto di penalizzazione in classifica per una rinuncia.

## Girone B

### Squadre partecipanti
| Squadra                        | Città (provincia)          |
| ------------------------------ | -------------------------- |
| Acqui U.S.                     | Acqui Terme (AL)           |
| Pol. Busca                     | Busca (CN)                 |
| A.C. Chieri                    | Chieri (TO)                |
| A.S. Carassonese               | Mondovì (CN)               |
| U.S. Cassine                   | Cassine (AL)               |
| U.S. Cheraschese               | Cherasco (CN)              |
| G.S. Cinzano                   | Santa Vittoria d'Alba (CN) |
| A.C. Cuneo Sportiva            | Cuneo (CN)                 |
| U.S. Fossanese                 | Fossano (CN)               |
| U.S. Junior                    | Casale Monferrato (AL)     |
| U.S. Novese Velluti Dellepiane | Novi Ligure (AL)           |
| F.C. Pinerolo                  | Pinerolo (TO)              |
| G.S. Pro Molare                | Molare (AL)                |
| U.S. San Carlo                 | Borgo San Martino (AL)     |
| U.S. Saviglianese              | Savigliano (CN)            |
| U.S. Valenzana                 | Valenza (AL)               |

### Classifica finale
|  | Pos. | Squadra                   | Pt  | G   | V   | N   | P   | GF  | GS  | DR  |
|  | ---- | ------------------------- | --- | --- | --- | --- | --- | --- | --- | --- |
|  | 1.   | Novese Velluti Dellepiane | 44  | 30  | 16  | 12  | 2   | 39  | 13  | +26 |
|  | 2.   | Acqui                     | 40  | 30  | 16  | 8   | 6   | 48  | 30  | +18 |
|  | 2.   | Chieri                    | 40  | 30  | 17  | 6   | 7   | 46  | 25  | +21 |
|  | 4.   | Cheraschese               | 39  | 30  | 14  | 11  | 5   | 42  | 28  | +14 |
|  | 5.   | Pinerolo                  | 36  | 30  | 11  | 14  | 5   | 44  | 25  | +19 |
|  | 6.   | Busca                     | 31  | 30  | 10  | 11  | 9   | 40  | 37  | +3  |
|  | 7.   | Fossanese                 | 30  | 30  | 9   | 12  | 9   | 30  | 30  | 0   |
|  | 7.   | Valenzana                 | 30  | 30  | 10  | 10  | 10  | 26  | 29  | -3  |
|  | 9.   | Cassine                   | 29  | 30  | 8   | 13  | 9   | 35  | 37  | -2  |
|  | 10.  | Saviglianese              | 28  | 30  | 10  | 8   | 12  | 29  | 38  | -9  |
|  | 11.  | Carassonese               | 27  | 30  | 9   | 9   | 12  | 42  | 38  | +4  |
|  | 11.  | Cuneo                     | 27  | 30  | 6   | 15  | 9   | 29  | 27  | +2  |
|  | 11.  | Pro Molare                | 27  | 30  | 9   | 9   | 12  | 27  | 39  | -12 |
|  | 14.  | Junior Casale             | 25  | 30  | 8   | 9   | 13  | 35  | 39  | -4  |
|  | 15.  | San Carlo                 | 23  | 30  | 6   | 11  | 13  | 33  | 47  | -14 |
|  | 16.  | Cinzano                   | 4   | 30  | 0   | 4   | 26  | 19  | 82  | -63 |
|  |      |                           | 480 | 480 | 159 | 162 | 159 | 564 | 564 | 0   |

Legenda:
      Promosso in Serie D 1972-1973.
      Retrocesso in Prima Categoria.
Regolamento:
Due punti a vittoria, uno a pareggio, zero a sconfitta.
Pari merito in caso di pari punti.